# Vira Vijaya Bukka
Vira Vijaya Bukka Raya (1422-1424) fue el octavo rey de la dinastía Sangama, la primera de las dinastías del Imperio vijayanagara.
Vira Vijaya fue el segundo hijo de Deva Raya I. Ascendió al trono en 1422, sucediendo a su hermano Remachandra. Al igual que en el caso de su hermano, su reinado fue tan corto que apenas nos han llegado referencias suyas. Robert Sewell, el primer investigador moderno del Imperio vijayanagara, ni siquiera le nombra en su A forgotten Empire: Vijayanagara.